# Vermutung von Elliott und Halberstam
Die Vermutung von Elliott und Halberstam (EH, nach Peter D. T. A. Elliott und Heini Halberstam 1968) aus der analytischen Zahlentheorie betrifft den Fehlerterm in dem Dirichletschen Satz über die Primzahlverteilung in arithmetischen Progressionen.
Sei {\displaystyle \pi (x)} die Primzahlfunktion (Anzahl der Primzahlen kleiner gleich {\displaystyle x}) und {\displaystyle \pi (x,q,a)} die Anzahl der Primzahlen {\displaystyle y\leq x} mit {\displaystyle y=a\mod q} (mit {\displaystyle a} teilerfremd zu {\displaystyle q}). Nach dem Dirichletschen Primzahlsatz ist:
{\displaystyle \pi (x;q,a)\approx {\frac {\pi (x)}{\varphi (q)}}}
mit der Eulerschen Phi-Funktion {\displaystyle \varphi }. Sei
{\displaystyle E(x;q)=\max _{{\text{gcd}}(a,q)=1}\left|\pi (x;q,a)-{\frac {\pi (x)}{\varphi (q)}}\right|}
die Fehlerfunktion dieser Verteilung.
Die Vermutung von Elliott und Halberstam lautet:
Für jedes {\displaystyle \theta <1} und {\displaystyle A>0} gibt es eine Konstante {\displaystyle C>0}, so dass:
{\displaystyle \sum _{1\leq q\leq x^{\theta }}E(x;q)\leq {\frac {Cx}{\log ^{A}x}}}
für alle {\displaystyle x>2}.
Für {\displaystyle \theta =1} ist die Vermutung falsch, für {\displaystyle \theta <{\frac {1}{2}}} ist sie Inhalt des Satzes von Bombieri und Winogradow.
Wie Dan Goldston, János Pintz und Cem Yıldırım zeigten, folgt aus der Vermutung, dass es unendlich viele Paare von Primzahlen gibt, die maximalen Abstand 16 haben. James Maynard konnte das ebenfalls unter Voraussetzung der Vermutung auf 12 verbessern. Das Polymath-Projekt (Polymath 8, Terence Tao u. a.) konnte das unter Voraussetzung der verallgemeinerten Vermutung von Elliott und Halberstam auf 6 verbessern. Ohne Benutzung einer Vermutung ist die beste Schranke zurzeit (2019) 246 (siehe Primzahlzwilling).
Terry Tao zeigte 2014, dass die Vermutung von Winogradow über die Größenordnung der kleinsten quadratische Nicht-Reste (mod p) {\displaystyle n(p)} aus der Elliott-Halberstam-Vermutung folgt. Winogradows Vermutung besagt {\displaystyle n(p)=O(p^{\varepsilon })} für jedes {\displaystyle \epsilon >0}. Die Vermutung von Winogradow folgt nach Linnik auch aus der verallgemeinerten Riemannschen Vermutung.

## Verallgemeinerte Vermutung von Elliott und Halberstam
Die verallgemeinerte Vermutung von Elliott und Halberstam (GEH) betrifft den Fall, dass nicht die Mangoldt-Funktion betrachtet wird wie im Satz von Bombieri und Winogradow, sondern allgemein arithmetische Funktionen mit bestimmten Zusatzeigenschaften, insbesondere sollten sie sich als Dirichlet-Faltung zweier Folgen darstellen lassen (siehe unten). Dass auch hier ein Analogon des Satzes von Bombieri und Winogradow gilt, wurde von Yōichi Motohashi (1976) gezeigt. Enrico Bombieri, John Friedlander und Henryk Iwaniec vermuteten, dass dann ebenfalls ein Analogon zur Vermutung von Elliott und Halberstam besteht. Die Elliott-Halberstam-Vermutung EH folgt aus GEH.
Seien {\displaystyle \alpha (m)}, {\displaystyle \beta (n)} zwei Folgen komplexer Zahlen und {\displaystyle M,N} positive ganze Zahlen, so dass für {\displaystyle x>2}
- {\displaystyle MN\leq x}
- {\displaystyle x^{\frac {1}{3}}<N\leq M<x^{\frac {2}{3}}}
- Der Träger von {\displaystyle \alpha (m)} liegt in {\displaystyle (M,2M]} und der von {\displaystyle \beta (n)} in {\displaystyle (N,2N]}
- {\displaystyle \beta (n)} erfüllt die Siegel-Walfisz-Bedingung:

{\displaystyle \left|\sum _{n\leq x \atop n=a\mod q}\beta (n)-{\frac {1}{\phi (q)}}\sum _{n\leq x \atop (n,q)=1}\beta (n)\right|=O({\frac {\|\beta \|{\sqrt {x}}}{{\log x}^{A}}})}
für festes {\displaystyle A>0} und eine ganze Zahl {\displaystyle a} mit {\displaystyle (a,q)=1}. {\displaystyle \|\beta \|} ist die komplexe euklidische Norm:
{\displaystyle \|\beta \|={\sqrt {\sum _{n}{|\beta (n)|}^{2}}}}
- Für alle natürlichen Zahlen {\displaystyle n,m} gilt {\displaystyle |\alpha (m)|=O({d(m)}^{A}{\log(x)}^{B})} und {\displaystyle |\beta (n)|=O({d(n)}^{A}{\log(x)}^{B})}, wobei {\displaystyle d(n)} die Anzahl der Teiler von {\displaystyle n} ist.

Die GEH ist dann die Vermutung, dass für gegebenes {\displaystyle \epsilon >0}, {\displaystyle A>0} ( mit {\displaystyle Q=x^{1-\epsilon }}) und für jede ganze Zahl {\displaystyle a}:
{\displaystyle \sum _{q\leq Q \atop (q,a)=1}\left|\sum _{n=a\mod q}(\alpha *\beta )(n)-{\frac {1}{\phi (q)}}\sum _{(n,q)=1}(\alpha *\beta )(n)\right|=O({\frac {\|\alpha \|\|\beta \|{\sqrt {x}}}{{\log(x)}^{A}}})}
Dabei ist die Dirichlet-Faltung {\displaystyle (\alpha *\beta )(n)=\sum _{ab=n}\alpha (a)\beta (b)}
Das Polymath-Projekt zeigte unter Annahme von GEH, dass mindestens eine der beiden Sätze gilt: Die Primzahlzwillingsvermutung oder die folgende „Fast“-Goldbachvermutung: Sei n ein genügend großes Vielfaches von 6, dann ist n oder n+2 die Summe zweier Primzahlen.
Nach dem Fortschritt bei der Primzahlzwillingsvermutung durch das Polymath-Projekt gelang auch bei anderen Problemen ein Fortschritt unter Voraussetzung von GEH, so von M. Ram Murty und Akshaa Vatwani bei der Artin-Vermutung über primitive Wurzeln und der Vermutung von Serge Lang und Hale Trotter für elliptische Kurven mit komplexer Multiplikation.